# Justizvollzugsanstalt Moabit

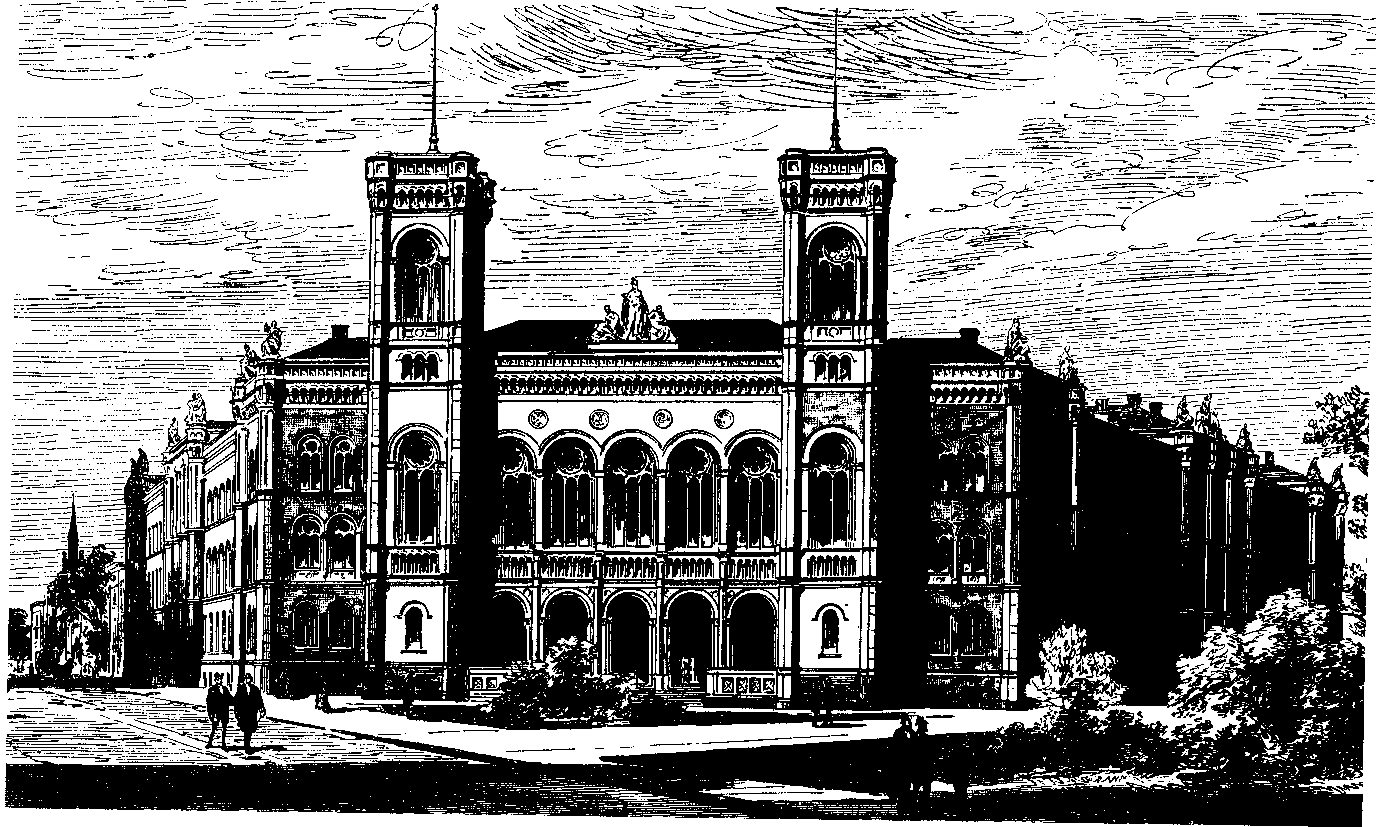
Kriminalgerichtsgebäude, 1882, zwischen der Straße Alt-Moabit (links) und der Rathenower Straße; der Gefängniskomplex liegt rückwärtig

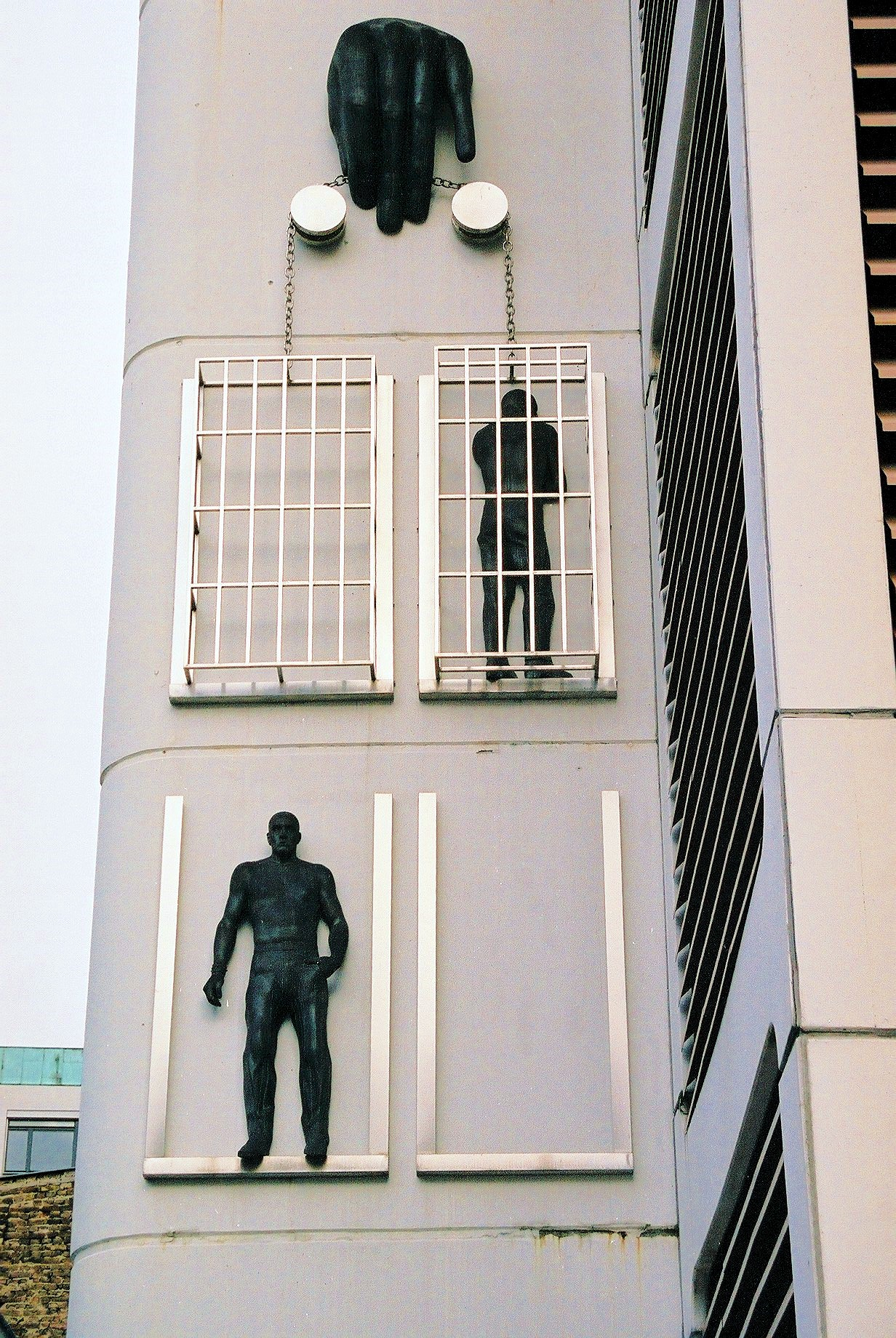
Außenfassade des südlichen Neubauflügels längs der Straße Alt-Moabit

Die Justizvollzugsanstalt Moabit (JVA Moabit) im Berliner Ortsteil Moabit des Bezirks Mitte wurde als das Königliche Untersuchungsgefängnis im Stadtteil Moabit in den Jahren 1877–1881 errichtet und steht heute unter Denkmalschutz. Während der Zeit des Nationalsozialismus waren in Moabit viele Regimegegner inhaftiert.
Heute ist sie als Anstalt des geschlossenen Vollzuges in Berlin für männliche Erwachsene ab dem 21. Lebensjahr zum Vollzug der Untersuchungs- und Auslieferungshaft zuständig. Im Besonderen werden hier Personen zum Vollzug von Freiheitsstrafen im Aufnahmeverfahren (ohne Selbststeller) aufgenommen, ebenso Gefangene, die aus besonderen Gründen spezielle Sicherheitserfordernisse aufweisen. Die JVA Moabit verfügt über 971 Haftplätze, unterteilt in vier Teilanstalten.

## Baugeschichte
Das Königliche Untersuchungsgefängnis im Ortsteil Moabit wurde zusammen mit dem alten Kriminalgerichtsgebäude zwischen 1877 und 1881 von Oberbaudirektor Heinrich Herrmann unter Mitwirkung von August Busse errichtet. Die Belegung fand ab dem 9. September 1881 statt. Zu dem Komplex gehörten anfangs das fünfstrahlige sternförmige panoptische Männergefängnis, das „kleine Männergefängnis“ mit Krankenstation, das sogenannte „Weibergefängnis“, ein Küchentrakt, Verwaltungsgebäude und Beamtenwohnhaus. Das „kleine Männergefängnis“ wurde 1913 aufgestockt, umgebaut und zum zentralen Haftkrankenhaus umgewandelt. Heute wird es nicht mehr als solches genutzt, da in Plötzensee ein zentrales Haftkrankenhaus gebaut wurde. Ab 1884 leitete der Strafvollzugsreformer Carl Krohne die Anstalt.
Im Rahmen der Strafvollzugsreform in den 1930er Jahren entstand hier die erste kriminalbiologische Forschungsstelle im Freistaat Preußen.
Im Zweiten Weltkrieg wurde der repräsentative Kopfbau mit den Gerichtssälen nahezu vollständig zerstört. Von 1955 bis 1962 wurde das Gefängnis II wiederhergestellt. In den darauffolgenden Jahren wurden umfangreiche Umbau- und Modernisierungsmaßnahmen durchgeführt.
Bei dem heute sichtbaren Gebäudeteil handelt es sich um ein bogenförmiges Hintergebäude zum früheren Innenhof. Die drei anderen Flügel des Altbaus, die den Hof umschlossen hatten, wurden durch einen Neubau und Mauern ersetzt. An beiden Enden des Restgebäudes sind noch die Halbzylinder zu erkennen, die die gemeinsamen Treppenräume mit den straßenseitigen Flügeln verbunden hatten. Ursprünglich verlief die Rathenower Straße geradlinig längs des nördlichen Seitenflügels und mündete weiter östlich in die Straße Alt-Moabit ein. Heute ist diese Straße autogerecht über die Fläche des alten Hauptgebäudes mit dreieckigem Schmuckplatz davor geführt und direkt an die Paulstraße angeschlossen worden. Weniger bekannt ist, dass sich hinter dem sichtbaren Bogenflügel noch die historische, sternförmig aus fünf Zellentrakten bestehende Anlage – ähnlich dem damals nahe gelegenen Zellengefängnis Lehrter Straße – befindet.
Bis heute wird die direkte bauliche Verbindung mit dem Kriminalgericht Moabit genutzt, die es ermöglicht, Untersuchungshäftlinge innerhalb des Gebäudekomplexes in den Gerichtssaal zu führen.

## Prominente Gefangene
- Nikodem "Nikoś" Skotarczak (1954–1998), polnischer Gangster, Geschäftsmann und Sportaktivist
- Andreas Baader (1943–1977), Terrorist
- Milo Barus (1906–1977), Schwerathlet, Kraftmensch, Kraftakrobat und stärkster Mann der Welt
- Gustav Böß (1873–1946), Jurist, Kommunalpolitiker und Oberbürgermeister von Berlin
- Ernst Busch (1900–1980), Sänger, Schauspieler und Regisseur
- Musa Cälil (1906–1944), tatarischer Dichter
- Kurt Demmler (1943–2009), Liedermacher und Texter vieler DDR-Rockbands
- Georgi Dimitrow (1882–1949), bulgarischer Politiker
- Ulrich Fischer (1942–2020), Politiker
- Ronald Fritzsch (1951–2022), Mitglied der terroristischen Vereinigung Bewegung 2. Juni
- Arno Funke, alias Dagobert (* 1950), Grafiker und Autor
- Erich Gnewuch (1903–1961), SA-Mann
- Antonín Hampl (1874–1942), tschechischer sozial-demokratischer Politiker und Vorsitzender der Tschechoslowakischen Sozialdemokratischen Partei
- Leo Jogiches (1867–1919), russischer sozialistischer Politiker und Mitbegründer der Kommunistischen Partei Deutschlands (KPD)
- Horst Krüger (1919–1999), Kulturjournalist und Schriftsteller
- Annedore Leber (1904–1968), Publizistin, Verlegerin und Politikerin
- Petrus Legge (1882–1951), römisch-katholischer Geistlicher, Bischof von Meißen
- Theodor Legge (1889–1969), katholischer Theologe, Generalsekretär der Deutschen Katholikentage und des Bistums Meißen sowie Propst in Arnsberg
- Karl Liebknecht (1871–1919), Sozialist und Antimilitarist zu Zeiten des Deutschen Kaiserreiches
- Heinrich Lübke (1894–1972), Zweiter Bundespräsident der Bundesrepublik Deutschland
- Horst Mahler (1936–2025), Rechtsanwalt, Linksterrorist, Neonazi, Antisemit und Holocaustleugner
- Ahmed Mansour (* 1962), ägyptisch-britischer Fernsehjournalist
- Till Meyer (* 1944), ehemaliges Mitglied der terroristischen Vereinigung Bewegung 2. Juni
- Hans-Georg Neumann (1936–2022), der in Deutschland am längsten inhaftiert gewesene Strafgefangene
- Martin Niemöller (1892–1984), evangelischer Theologe
- Wilhelm Pieck (1876–1960), kommunistischer Politiker
- Josef Pirlet (1880–1961), Bauingenieur
- Ernst Pistulla (1906–1945), Boxer
- Karl Plättner (1893–1945), Kommunist, militanter Sozialrevolutionär und Autor
- Ernst Putz (1896–1933), kommunistischer Politiker
- Ralf Reinders (* 1948), ehemaliger Terrorist der Bewegung 2. Juni
- Thomas Rung (* 1961), Serienmörder
- Eduard Spranger (1882–1963), Philosoph, Pädagoge und Psychologe
- Fritz Teufel (1943–2010), West-Berliner Kommunarde, Autor und aktiver Teilnehmer der Studentenbewegung und Mitglied der terroristischen Bewegung 2. Juni
- Ernst Thälmann (1886–1944), Politiker in der Weimarer Republik
- Friedrich Wilhelm Voigt (1849–1922), Schuhmacher
- Johannes Weinrich (* 1947), Terrorist
- Johannes Wüsten, Kupferstecher (1896–1943)

Nach der deutschen Wiedervereinigung (1990) wurde die JVA unter anderem durch die Inhaftierung von Mitgliedern der SED-Führung und der DDR-Führungselite bekannt. Inhaftiert waren dort
- Erich Honecker (der bereits 1935/1936 hier inhaftiert war)[2] (1912–1994)
- Egon Krenz (* 1937)
- Erich Mielke (1907–2000)
- Alexander Schalck-Golodkowski (1932–2015)
- Fritz Streletz (1926–2025), Generaloberst, Stellvertretender Minister für Nationale Verteidigung, Chef des Hauptstabes der Nationalen Volksarmee und Sekretär des Nationalen Verteidigungsrates
- Wolfgang Vogel (1925–2008)